# Gleb (rapper)
Gleb Veselov (* 3. května 1991 Pjatigorsk), známý pod uměleckým jménem Gleb (dříve Gleb Schizofrenik, Gleb: ZOO), je slovenský interpret původem z Ruska. Na Slovensko přišel zhruba ve dvou letech. Charakteristickými styly pro jeho tvorbu jsou grime, drum'n'bass nebo glitch hop. Ve své tvorbě se inspiruje především kulturou Velké Británie. Sám sebe nezařazuje mezi klasické slovenské rappery.

## Hudební kariéra

### Počáteční tvorba
Podle rozhovoru pro artattack.sk začínal rapovat už ve třinácti letech, později začal tvořit do drum'n'bassových beatů. Jeho prvním vydaným dílem je Bombaklad mixtape z roku 2009. Na tomto albu převládá tzv. "špinavý" zvuk, je nejapný, drsný a úmyslně nedokonalý.
V roce 2011 vydal sbírku pod názvem Kaša tape.
V roce 2012 vydal Gleb první EP s názvem , kde se jeho hudební styl začíná více podobat tomu dnešnímu. Je nahrávaný v profesionálním studiu. Hudbu na albu produkoval Komander Ground, se kterým Gleb spolupracuje dodnes.

### Současnost
Gleb se později dostal pod křídla tehdejšího hudebního vydavatelství I LOVE PARTY PRODUCTION, dnes známého jako , které spravuje YAK. SHA. Do jejich portfolia patří například i skupina Haha Crew, či Radikal Chef.
V roce 2013 pod tímto vydavatelstvím vydal mixtape Stanica Zoo, díky kterému se pomalu začal stávat známějším mezi širší veřejností. Na albu hostovali například umělci jako Delik, v produkci se objevily jména jako již zmíněný Komander Ground, či známý český DJ a producent NobodyListen. Jeho spolupráce s Delikem dále pokračovala, Gleb se objevil na jeho albech XXX Tape či MVP.
Gleb v roce 2014 vydal mixtape Stanica Zoo 2, který byl jakýmsi navázáním na mixtape z předchozího roku. Objevil se na portálu DatPiff, kde své mixtapy prezentují známí umělci. Opět zde převládá špinavější zvuk, Gleb používá podmazy britských grimeových umělců. Sám hovoří o albu jako o garážovém, nedokonalém, undergroundovém díle. V tomto roce se také objevil na debutovém albu Haha Crew Vlna.
V období po tomto mixtapu začal vydávat hlavně singly, a pomalu soustřeďoval pozornost na jeho nadcházející EP ZLOO. To bylo vydáno na konci roku 2015 a bylo prezentováno jako jeho nejvyspělejší počin. Začal se odlišovat, vytvářet si vlastní zvuk a tříbit charakteristické prvky své tvorby.
Rok 2016 se opět nesl ve znamení singlů, Gleb to však omlouval soustředěním se na tvorbu jeho debutového alba Lavička Pimpin, který vyšel v roce 2017. Na albu se objevily různí producenti, taktéž MCs jako český Smack, či Fobia Kid.
Po vydání alba se Gleb na chvíli odmlčel a do dubna roku 2018 zveřejnil jen jediný single track, Anarchia. 1. dubna 2018 informoval o novém EP Audiokniha, jež je zaměřené na storytelling z prostředí bratislavských sídlišť. Představený mixtape byl doplněn také trackem Audiokniha, postaveném na intenzivním basslinovém podkladu. EP Audiokniha, ale nikdy nevyšlo a single byl následován trackem Motorest.
Track Motorest vydal Gleb po šestiměsíční odmlce a upozorňuje v něm na nový, blížící se album. Další track vydal 30. prosince 2018 pod názvem Gauč Storytelling, což je hlavní track tohoto alba. O 5 měsíců později následuje track Go Go Go a těsně za ním, 23. května 2019 vydává platinové album Gauč Storytelling.
Gleb se mezi alby opět odmlčel, dvojnásobně vyprodal bratislavské MMC a po roční kreativní přestávce vydal 7-trackové EP Leto v kufri, které na streamovací služby dorazilo 10. srpna 2020. Gleb v něm objevuje nové styly, cílem bylo vytvořit čistě rapové EP a opouští tak drum and bassové základy – na albu se však zjevil jeho první letní track, DaysGo, doprovázený podobně uvolněným Keby (Parkovisko Boys) a Blbé príbehy 3.
Ostatní tracky dokazují, že Gleb zůstává věrný svému stylu, příkladem je Mefek Pump it up, kde Gleb rapuje do studeného progresivního techna. Po vydání EP následuje i Léto v kufri Tour, která byla z důvodu pandemie koronaviru odložena.
V červnu roku 2022 vyšlo album Big Boy FM. V albu ukazuje Gleb pokračující odstup od svého původního stylu drum and bass, kdy téměř každá jeho píseň spíše připomíná klasický rap 90. let s více moderními prvky, ale přesto dokázal dosáhnout milionu streamů na platformě Spotify v průběhu prvních dvou dnů vydání alba.
V květnu 2024 vydal Gleb album s názvem Dlhá cesta domov.

## Diskografie

### Studiová alba
- 2017 – Lavička Pimpin'
- 2019 – Gauč Storytelling
- 2022 – Big Boy FM
- 2024 – Dlhá cesta domov
- 2025 – PODOKNAMI

### Mixtape-y
- 2009 – Bomboklad Mixtape
- 2011 – Kaša Tape
- 2013 – Stanica Zoo Mixtape
- 2014 – Stanica Zoo Mixtape Vol. II

### EP
- 2013 – Jaký Shit EP (s Komanderom)
- 2015 – ZLOO
- 2020 – Leto v kufri

### Singly
- 2015 – Streetstory
- 2015 – Deadman (feat. Vi3e)
- 2017 – Park 821
- 2018 – Audiokniha
- 2018 – Motorest
- 2018 – Gauč Storytelling
- 2019 – Go Go Go
- 2021 – Budeme tam (feat. Vi3e)
- 2021 – Alibababigbass
- 2021 – Noc v Opere
- 2021 – PA PA
- 2021 – HEY G! (feat. Separ)
- 2021 – RAPINBOX Vol.1
- 2022 – ZNÁMKY ŽIVOTA / MC ERIK & BARBARA (STOKA REMIX)
- 2022 – BOO
- 2023 – workin workin
- 2023 – MR.FEAT (RAPINBOX Vol. 2)
- 2023 – RAPINBOX vol.3 ft. Marko Damian x Boy Wonder x Porsche boy x Wen
- 2023 – gleb x dalyb x fobia kid - 2000X prod. komander
- 2023 - RAPINBOX vol.4 ft Taomi, x Dymer Surovec x Ego
- 2023 – Šedá hus
- 2023 – 4 VEŽE
- 2023 - RAPINBOX vol.7 PARIS
- 2023 - RAPINBOX vol. 8
- 2024 - SWIPE
- 2024 - feRRa
- 2024 - PAF
- 2025 - -10 000 AURA
- 2025 - BAGGY (ft. Samey)